# Internationale luchthaven Sultan Mahmud Badaruddin II
International Airport Sultan Mahmud Badaruddin II (Indonesisch: Bandar Udara Internasional Sultan Mahmud Badaruddin II) (IATA: PLM, ICAO: WIPP) is de luchthaven voor alle internationale en nationale vluchten van en naar de grootste stad van zuidelijk Sumatra: Palembang (tevens hoofdstad van de provincie Zuid-Sumatra).

## Geschiedenis
De luchthaven is in 1985 vernoemd naar de zevende leider van het sultanaat Palembang die met aanvankelijk succes streed tegen de koloniale machten en in 1984 tot nationale held is uitgeroepen. Met de organisatie door Palembang van de Pekan Olahraga Nasional in 2004 werd besloten het vliegveld uit te breiden en ook geschikt te maken voor internationaal luchtverkeer. Uiteindelijk werden buitenlandse vluchten mogelijk na opening van de nieuwe terminal op 27 september 2005.

## Vluchten
Het grootste deel van de vluchten heeft binnenlandse bestemmingen op Java en bij andere steden op Sumatra.

Internationale vluchten gaan naar Singapore en Kuala Lumpur in Maleisië.

## Transport naar de stad
Momenteel is er nog geen openbaar vervoer naar de stad en zijn toeristen dus op taxi's aangewezen. Vanaf juni 2018 zal snel openbaar vervoer gerealiseerd worden door de lightrail-verbinding Palembang LRT.